# Vice Squad
Vice Squad é uma banda de punk rock formada em 1978 em Bristol, Inglaterra. A vocalista Beki Bondage é a fundadora do grupo.

## Álbuns
- No Cause for Concern - 1981
- Live in Sheffield - 1981
- Stand Strong, Stand Proud - 1982
- Shot Away - 1985
- Live and Loud!! - 1988
- Last Rockers - The Singles - 1992
- The Punk Singles Collection - 1995
- The BBC Sessions - 1997
- Get a Life - 1999
- Resurrection - 1999
- Lo-Fi Life - 2000
- Rich and Famous - 2003
- Defiant - 2006